# 奈良県立上牧高等学校
奈良県立上牧高等学校（ならけんりつ しきがおか こうとうがっこう、英: Nara Prefectural Kanmaki High School）は、奈良県北葛城郡上牧町下牧に所在した県立高等学校。略称および通称は上高 。

## 概要
1984年（昭和59年）4月に開設された全日制普通科高校。奈良県立信貴ケ丘高等学校と統合する際、新設合併により、2006年（平成18年）3月に閉校、廃止された。
当時は、他の高校にはない「情報」という教科があり、学習センター室にある当時最新の端末を使って情報教育を実施していた。また、保育・介護体験学習、地域ボランティア活動とクラブ活動に力を注いでいた。

### 教育目標
- 主体的な学習を通して、自ら考える力と創造的な知性を養う。
- 人権尊重の理念に徹し、自他の敬愛を深め、社会連帯の精神を育てる。
- 強い意思とたくましい体力を錬磨し、正しい判断力と不屈の実践力を養う[2]。

### 教育方針
本校の教育は、日本国憲法、教育基本法および学校教育法に定められた教育の根本精神に基づき、民主的な社会の発展と新しい文化の創造を努める国民の育成を期して推進する。このために静清にして高い理想を目指し、気力に満ちた学校づくりに努める。

#### 校訓
校訓は「創造」「和協」「進取」であった。

## 沿革

### 年表
- 1983年（昭和58年）
  - 4月9日 - 県立高等学校設置事務室を開設
  - 12月9日 - 奈良県議会での「奈良県立高等学校設置条例の一部を改正する条例」の可決により、校名を「奈良県立上牧高等学校」と決定。
  - 12月14日 - 校章、制服を制定（22日）
- 1984年（昭和59年）
  - 3月31日 - 第1期工事竣工（本館、体育館）
  - 4月1日 - 奈良県立上牧高等学校開校
  - 4月11日 - 開校式及び第一回入学式を挙行
  - 11月11日 - 創立記念日を設定
- 1985年（昭和60年）
  - 3月11日 - 校歌を制定
  - 3月30日 - 第2期工事竣工（西館、南館）
  - 5月15日 - 学習センター(CAI)教室が完成。体育部部室竣工
- 1986年（昭和61年）
  - 3月31日 - 第3期工事竣工（東館、生徒昇降口、南館東部）
  - 5月2日 - 文部省、県教育委員会より高等学校教育課程研究指定校を受ける
  - 5月31日 - 落成式を挙行
- 1987年（昭和62年）
  - 2月24日 - 校訓碑除幕、同窓会「櫻丘会」が発足
  - 2月25日 - 第一回卒業式挙行、第一期生245名（男150、女95）卒業
- 1988年（昭和63年）1月16日 - 格技室竣工
- 1989年（昭和64年）1月1日 - 第67回全国高校サッカー選手権に出場
- 1990年（平成2年）1月1日 - 第68回全国サッカー選手権に出場
- 1992年（平成4年）5月20日 - 文部省、県教委より、「学校週五日制」調査協力校校を受ける
- 1993年（平成5年）11月5日 - 開校10周年記念式典挙行
- 1994年（平成6年）
  - 3月20日 - 第25回全国高校バレーボール選抜優勝大会に出場
  - 3月25日 - クラブハウス青檜館竣工
- 1996年（平成8年）9月9日 - 文部省、県教委より、「豊かな心を育む教育研究実践校」の指定を受ける
- 1997年（平成9年）9月20日 - グラウンド夜間照明設備竣工
- 2000年（平成12年）
  - 4月1日 - 第六代校長森塚正親着任
  - 4月8日 - 文部省、県教委より、「保育介護体験推進事業校」の指定を受ける
- 2003年（平成15年）
  - 9月22日 - 2004年度以降の生徒募集停止を公表。
  - 12月19日 - 奈良県議会での「奈良県立高等学校設置条例の一部を改正する条例」の可決により、奈良県立上牧高等学校の廃止と、校名を「奈良県立西和清陵高等学校」とする奈良県立信貴ケ丘高等学校との統合校の設置を決定。
- 2004年（平成16年）4月1日 - 奈良県立西和清陵高等学校を開設。
- 2006年（平成18年）3月31日 - 奈良県立上牧高等学校引継式を挙行（県立上牧高等学校から県立西和清陵高等学校へ校旗引継）。奈良県立上牧高等学校閉校、廃止。

## 基礎データ

### 所在地
- 奈良県北葛城郡上牧町下牧1010

### アクセス
- 奈良交通
  - 「桜ヶ丘二丁目」停留所より南西へ約550ｍ（徒歩約8分）
  - 「桜ヶ丘三丁目」停留所より南東へ約650ｍ（徒歩約9分）
- 近鉄田原本線「佐味田川駅」より南西へ約1.8kｍ（徒歩約26分）
- JR和歌山線「畠田駅」より東南東へ約2.3kｍ（徒歩約34分）

### 象徴

#### 校歌
作詞は初代校長の濱田藤次郎、作曲は前田行央による。歌詞は3番まであり、各番に校名の「上牧高校」が登場する。

## 設置する課程、学科及び定員
- 全日制課程
  - 普通科 - 480名（募集人員160名：一般選抜）

## 学校行事

### 紅葉祭
文化祭は「上高祭」と呼ばれ、毎年9月中旬に開催された。

### 生活体験発表会
毎年1月下旬に、河合町文化ホール「まほろばホール」において、自分の体験を発表するパブリック・スピーキングとして開催された。

### 牧野クロスカントリー
毎年1月下旬に、上牧高校を起点に一周約4.2ｋｍのコースを、女子は1周、男子は2周によって競う、冬の学校行事。

### 新春カルタ大会
毎年1月下旬に学校行事として開催された。1,2年生全員でクラス別の団体戦を実施し、個人成績優秀者を集め、個人戦を実施した。

## 部活動
文化系16（総務委員会所属部を含む）、体育系9のクラブが存在した。入学時に全員どこかのクラブ（部活動）に入らなければならなかった。

### 文化系
- 新聞部
- 放送部
- 吹奏楽部
- 解放研究部
- 家庭クラブ
- 華道部
- 書道部
- ESS
- 茶道部
- 美術部
- 情報処理部
- 囲碁将棋部
- 演劇部
- 文芸部
- 写真部
- コーラス部

### 体育系
- 硬式野球部
- 剣道部
- サッカー部
- 陸上競技部
- テニス部
- 空手道部
- バレーボール部
- バスケットボール部
- 卓球部
- 弓道部

## 高校関係者と組織

### 高校関係者組織
- 櫻丘会 - 上牧高等学校の卒業生による同窓会組織
- 奈良県立上牧高等学校育友会 - 生徒保護者による保護者会組織
- 奈良県立上牧高等学校文化体育後援会 - 生徒保護者による後援会組織

### 高校関係者一覧

#### 著名な出身者
- 松代直樹 - 元サッカー選手（J1・ガンバ大阪）
- 井本貴史・藤原一裕 - お笑い芸人（ライセンス）